# Ferocactus histrix
Ferocactus histrix es una especie de la familia de las cactáceas. Es originaria de México, en los estados de Aguascalientes, Durango, Guanajuato, Hidalgo, Jalisco, Michoacán, Querétaro, San Luis Potosí y Zacatecas.   

## Descripción
Se trata de una planta globular, de porte medio y puede alcanzar los 60 - 70 cm de altura (hasta más de 150cm) y hasta 30 cm de diámetro (hasta más de 100cm). 
Puede llegar a presentar hasta 25 costillas en estado adulto, con espinas radiales de hasta 4 cm de longitud.

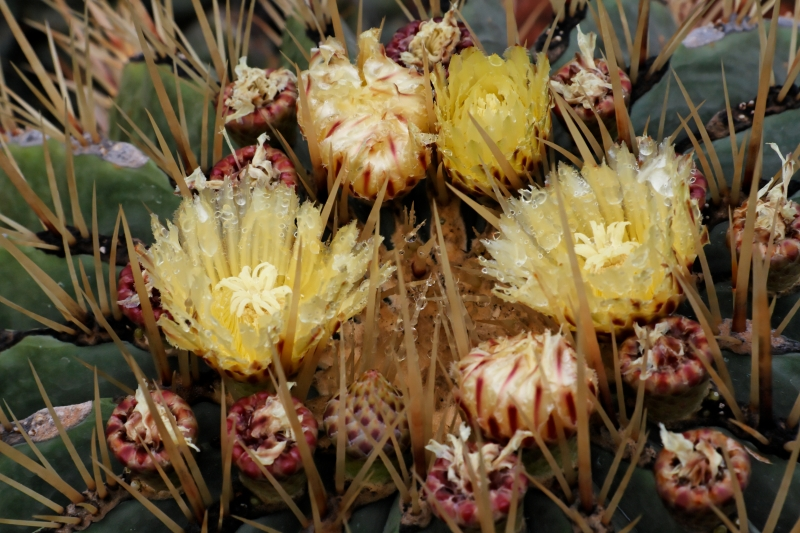
En flor.

Florece en verano, con flores pequeñas y de color amarillo. Sus frutos son comestibles de sabor ácido tipo cítrico. 
Se multiplica por semillas que se encuentran en sus frutos. Estos aparecen cuando son adultos. Sus semillas se caracterizan por tener un color rojizo.

## Taxonomía
Ferocactus histrix fue descrita por (DC.) G.E.Linds. y publicado en Cactus and Succulent Journal 27: 171, en el año 1955.
Etimología
Ferocactus: nombre genérico que deriva del adjetivo latíno "ferus" = "salvaje" , "indómito" y "cactus", para referirse a las fuertes espinas de algunas especies.
El epíteto específico histrix significa (en griego), erizo o puerco espín.
Sinonimia
- Bisnaga electracantha (Lem.) Orcutt
- Bisnaga histrix (DC.) Doweld
- Cactus multangularis Moç. & Sessé ex DC.
- Echinocactus coulteri G.Don
- Echinocactus electracanthus Lem.
- Echinocactus histrix DC.	basónimo
- Echinocactus hystrichacanthus Lem.
- Echinocactus melocactiformis DC.
- Echinocactus oxypterus Zucc. ex Pfeiff.
- Echinocactus pfersdorffii Schelle
- Echinocactus pycnoxyphus Lem.
- Echinofossulocactus oxypterus (Zucc. ex Pfeiff.) Lawr.
- Ferocactus melocactiformis (DC.) Britton & Rose[2][3][4]